# Sébastien Turgot
Sébastien Turgot (Limoges, 11 de abril de 1984) é um ciclista francês. Estreiou como profissional na equipa Bouygues Telecom em 2008 que depois passou a se chamar Team Europcar.

## Biografia
Após terminar as suas classes em Saint-Jean-de-Monts em 2006 e em 2007 na equipa Vendée U-Pays de la Loire, onde ganhou os Três Dias de Vaucluse, numa etapa da Tour de Bretanha e o Tour das Landas, se converteu em profissional em 2008 dentro da formação Bouygues Telecom, liderada por Jean-René Bernaudeau.
Em seu primeiro ano, ganhou a sua primeira carreira profissional no começo da temporada na primeira etapa do Tour Ivoirien de la Paix, terminou terceiro no Grande Prêmio do Somme e por pouco não na Paris-Tours, onde terminou em terceiro. Demonstra a sua capacidade de rodador e um potencial prometedor para as clássicos de um dia. Após uma temporada de 2009 marcada por uma forte lesão, encontrou a sua melhor forma em Kuurne-Bruxelas-Kuurne de 2010, que terminou sétimo, numas condições atmosféricas muito duras, e ganha a segunda etapa dos Três Dias de Bruges–De Panne em condições similares, se levando a oitava posição nesta carreira. Durante o Tour de France de 2010, terminou sexto em sprints em massa em três ocasiões, e o sétimo na classificação por pontos (do maillot verde) com 135 pontos.
Em 2011, ganhou o prólogo dos Boucles de la Mayenne, vencendo ao campeão da França contrarrelógio de 2010, Nicolas Vogondy. Terminou segundo na classificação final desta carreira, por trás de Jimmy Casper.
Em 2012 teve uma destacada participação na Paris-Roubaix, na que finalizou em segunda posição por trás de Tom Boonen, ganhando o sprint do grupo perseguidor que entrou a 1:39 do belga e que completavam Alessandro Ballan, Juan Antonio Flecha, Niki Terpstra e Lars Boom.

## Palmarés

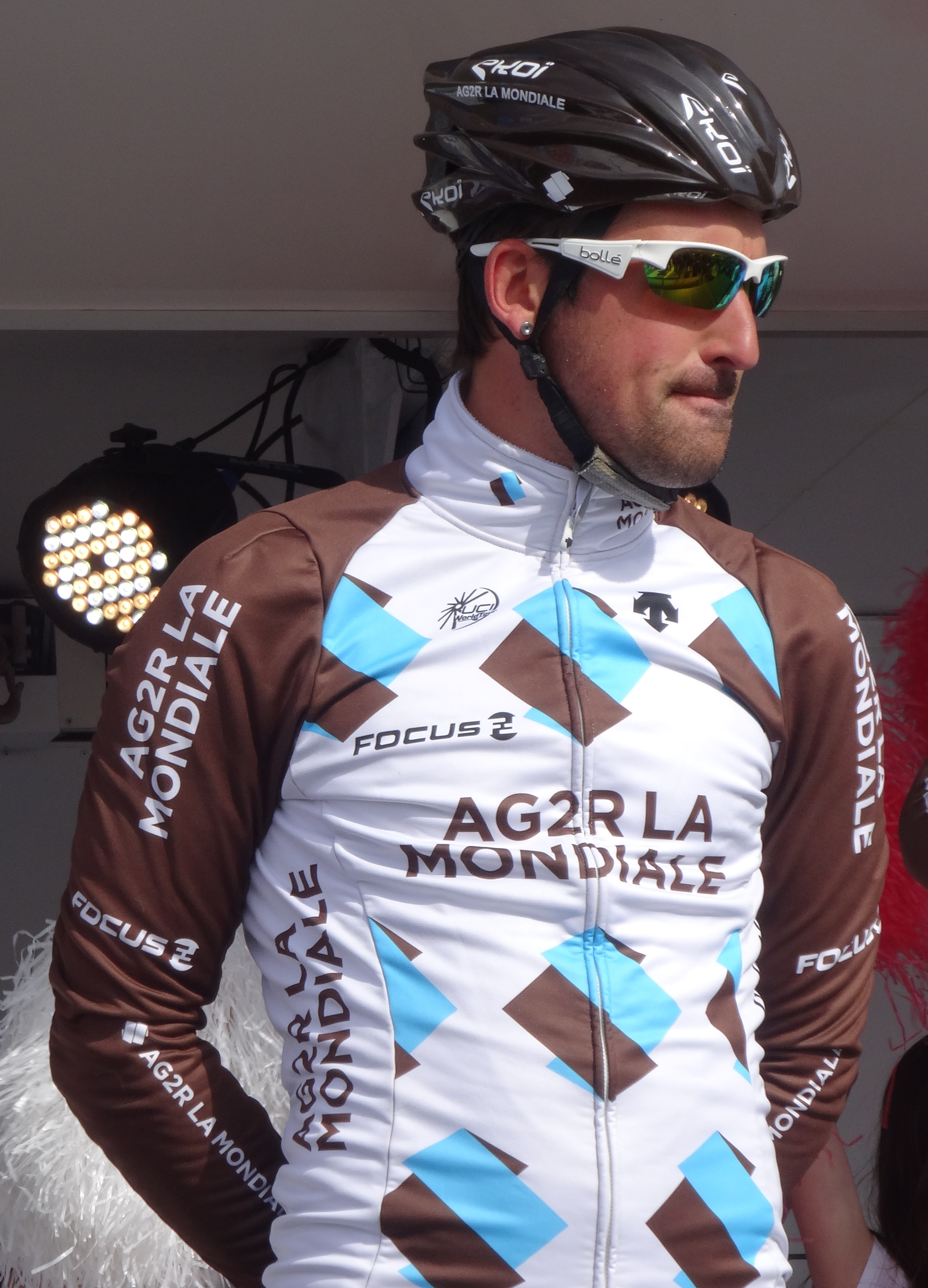
Turgot no Grande Prêmio de Denain 2014

### Estrada
- 2007
- Tour das Landas
- Três Dias de Vaucluse
  - 1 etapa do Tour de Bretanha

- 2008
  - 1 etapa do Tour Ivoirien de la Paix

- 2010
  - 1 etapa dos Três Dias de Bruges–De Panne

- 2011
  - 1 etapa dos Boucles de la Mayenne

### Pista
- 2008
- Campeão da França de perseguição por equipas (junto a Damien Gaudin, Jérôme Cousin e Fabrice Jeandesboz)
- Campeão da França em madison (junto a Damien Gaudin)

## Resultados em Grandes Voltas
Durante a sua carreira desportiva conseguiu os seguintes postos nas Grandes Voltas:
| Carreira        | 2008 | 2009 | 2010  | 2011  | 2012 | 2013 | 2014  | 2015 | 2016 |
| --------------- | ---- | ---- | ----- | ----- | ---- | ---- | ----- | ---- | ---- |
| Giro d'Italia   | -    | -    | -     | -     | -    | -    | -     | -    | -    |
| Tour de France  | -    | -    | 113.º | 120.º | -    | -    | -     | -    | -    |
| Volta a Espanha | -    | -    | -     | -     | -    | -    | 154.º | -    | -    |

-: não participa

Ab.: abandono

## Equipas
- Bouygues Telecom/Europcar (2008-2013)
  - Bouygues Telecom (2008)
  - Bbox Bouygues Telecom (2009-2010)
  - Team Europcar (2011-2013)
- AG2R La Mondiale (2014-2016)